# Cady Lalanne
Cady Lalanne (Puerto Príncipe, 22 de abril de 1992) es un baloncestista haitiano que pertenece a la plantilla del Al Kuwait SC de la West Asia Super League. Con 2,08 metros (6 pies y 10 pulgadas) de estatura, juega en la posición de ala-pívot, pero también puede jugar de pívot.

## Trayectoria deportiva

### Universidad
Lalanne jugó cuatro temporadas de baloncesto universitario con los Minutemen de la Universidad de Massachusetts Amherst, en las que promedió 10 puntos, 7,9 rebotes y 1,8 tapones en 25,2 minutos por partido. Durante su última temporada, Cady se convirtió en uno de tres jugadores en la historia de la universidad en lograr 1.000 puntos, 800 rebotes y 100 tapones en una carrera. También, fue elegido en el tercer mejor quinteto de la Atlantic 10 Conference de 2015 después de promediar 11,6 puntos, 9,5 rebotes y 1,9 tapones en 32 partidos.

### Profesional
El 25 de junio de 2015, fue seleccionado en la posición número 55 de la segunda ronda del Draft de la NBA de 2015 por los San Antonio Spurs, disputando en julio la NBA Summer League.
El 26 de abril de 2016, firmó con los Capitanes de Arecibo de la liga Baloncesto Superior Nacional de Puerto Rico.
Durante las temporadas 2019-2020 y 2020-2021, jugaría en el Changwon LG Sakers de la KBL.
El 4 de julio de 2021, firma por el Busan KT Sonicboom de la KBL.
El 28 de abril de 2022, firma como jugador del San Pablo Burgos de la Liga Endesa.